# Tadanori Koshino
Tadanori Koshino (japonès: 越野忠則)  (Hokkaidō, 3 d'abril de 1966) és un judoka japonès, ja retirat, que va competir durant les dècades de 1980 i 1990.
S'inicià en el judo mentre estava a l'escola primària. Durant la seva estada a l'escola secundària es proclamà en el campió de la prefectura d'Hokkaidō per al seu pes. El 1985 va iniciar els estudis a la Universitat Tokai. Va guanyar la Copa Kodokan durant 4 anys consecutius, de 1989 a 1992, i els campionats del Japó de judo del pes extra lleuger de 1989 a 1991. El 1989 va guanyar la medalla de plata en el Campionat del Món de judo, competició que va guanyar el 1991. El 1992 va prendre part en els Jocs Olímpics d'Estiu de Barcelona, on guanyà la medalla de bronze en la competició del pes extra lleuger del programa de judo.